# Биогеофизика
Биогеофизика — самостоятельное направление геофизики, изучающей структуру и динамику живых сообществ (биоценозов или экосистем) и происходящие в них процессы круговорота вещества и энергии. Тесно связана с геофизикой ландшафта.

## Описание
Наука о физических свойствах и процессах организации биокосных систем Земли. 
Биогеофизика рассматривает закономерности энергетики биосферы, её структурные особенности, явления саморегуляции и взаимодействия энергии и информации.

## История

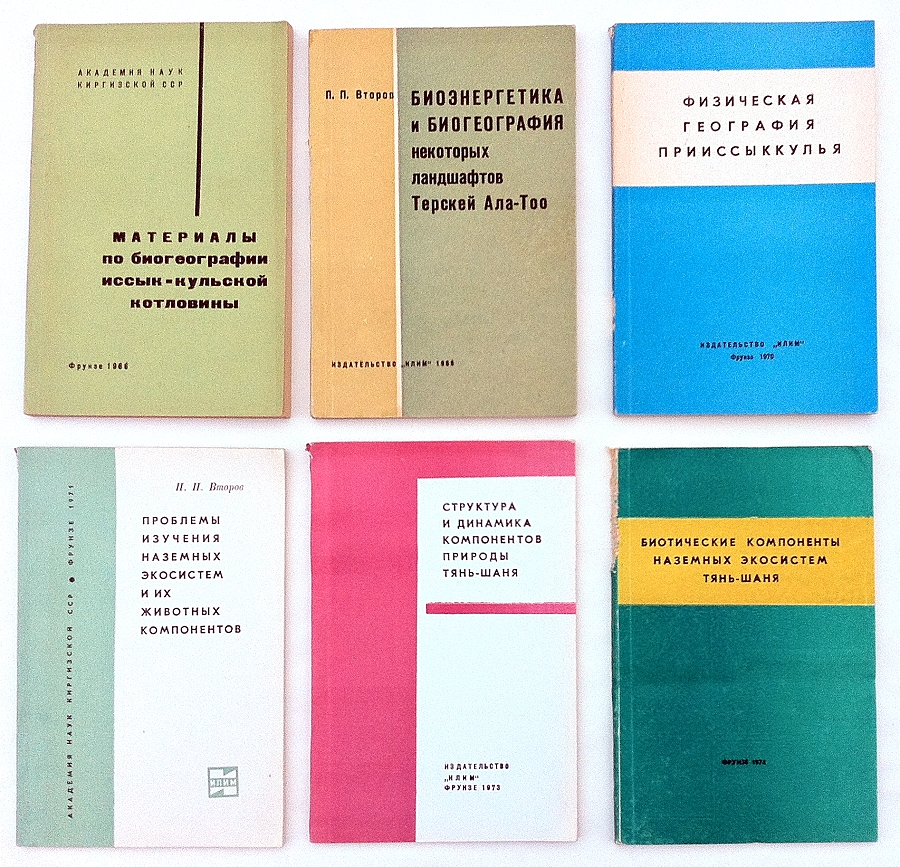
Биоэнергетика и биогеография

Оформилось в самостоятельную дисциплину в начале шестидесятых годов 20 века.
В России первыми комплексными исследованием были работы П. П. Второва